# ميخائيل ورث
ميخائيل ورث (بالإنجليزية: Michael Worth)‏ هو مخرج وممثل أمريكي، ولد في 13 يناير 1972 بفيلادلفيا في الولايات المتحدة.

## أعمال

### مسلسلات
- موردر
- ذا كينغ أوف كوينز

## وصلات خارجية
- ميخائيل ورث على موقع IMDb (الإنجليزية)
- ميخائيل ورث على موقع ألو سيني (الفرنسية)
- ميخائيل ورث على موقع أول موفي (الإنجليزية)
- ميخائيل ورث على موقع أول موفي (الإنجليزية)
- ميخائيل ورث على موقع قاعدة بيانات الفيلم (الإنجليزية)
- ميخائيل ورث على موقع كينوبويسك (الروسية)